# James S. Green

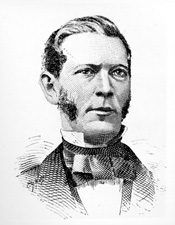
James S. Green

James Stephen Green, född 28 februari 1817 i Fauquier County, Virginia, död 19 januari 1870 i Saint Louis, Missouri, var en amerikansk demokratisk politiker och diplomat. Han representerade delstaten Missouri i båda kamrarna av USA:s kongress, först i representanthuset 1847-1851 och sedan i senaten 1857-1861.
Green studerade juridik och inledde 1840 sin karriär som advokat i Monticello, Missouri. Han efterträdde 1847 James Hugh Relfe som kongressledamot. Han omvaldes 1848 men kandiderade inte till omval i kongressvalet 1850. Han var USA:s chargé d'affaires i Nya Granada 1853-1854.
Senator David Rice Atchisons mandatperiod löpte ut i mars 1855 men delstatens lagstiftande församling kunde inte enas om en efterträdare. Till sist valdes Green i januari 1857. Han efterträddes 1861 som senator av Waldo P. Johnson.
Greens grav finns på Forest Grove Cemetery i Canton. Hans bror Martin E. Green var brigadgeneral i Amerikas konfedererade staters armé under amerikanska inbördeskriget.